# Invasión japonesa de Tailandia
La Invasión japonesa de Tailandia o guerra nipo-tailandesa fue un enfrentamiento entre el Reino de Tailandia y el Imperio del Japón que ocurrió el 8 de diciembre de 1941. A pesar de la resistencia y los intensos combates en el sur de Tailandia, la resistencia tailandesa duró solo cinco horas, terminando en un alto el fuego, y una alianza de Tailandia con el Eje, hasta el final de la guerra.

## Antecedentes
Con el fin de invadir Malasia y Birmania, los japoneses necesitaban hacer uso de los puertos de Tailandia, sus ferrocarriles y aeropuertos, que servirían como puntos estratégicos. Los tailandeses, sin embargo, muy orgullosos de no haber sido nunca colonizados estaban decididos a mantener su independencia, habiendo vencido a la Francia de Vichy en la Guerra Franco-Tailandesa. El ejército tailandés estaba lejos de ser insignificante y sus soldados estaban preparados para el combate. Era fundamental para Japón que los desembarques tempranos en las playas en el sur de Tailandia no encontrasen oposición armada, a fin de evitar elevadas pérdidas humanas entre sus filas.
Para facilitar esta tarea, los japoneses iniciaron negociaciones secretas con el gobierno tailandés. En el momento en el que las fuerzas del Eje parecían ganar la guerra en Europa, en octubre de 1940, el dictador tailandés, Plaek Pibulsonggram, prometió que los apoyaría en el caso de una invasión japonesa a Malasia. A cambio de su alianza secreta, los japoneses garantizaron provincias a Tailandia en Malasia que habían sido cedidas a los británicos en 1909, así como el Estado de Shan de Birmania.
Sin embargo, Phibun parece haber estado muy dispuesto a olvidar esta promesa, pues cuando las circunstancias cambiaron le pidió tanto a los británicos y a los estadounidenses en 1941 garantías de un apoyo eficaz si fueran invadidos. Ningún país podría ofrecerles apoyo, aunque el primer ministro británico Winston Churchill estaba a favor de dar una advertencia pública a Japón de que una invasión del reino del sudeste asiático se traduciría en una declaración de guerra británica.
Esto llevó a los planificadores japoneses a la distracción, ya que se esforzó sin éxito de obtener un acuerdo a un derecho de paso por el territorio tailandés, en la que su plan de operaciones conjunto dependía. Finalmente fue el General Conde Terauchi que tomó la decisión de tomar la flota de invasión y navegar y desembarcar en Tailandia, con o sin permiso.

Existe la posibilidad de la inminente invasión japonesa de su país. Si son atacados, defiéndanse. La preservación de la verdadera independencia y soberanía de Tailandia es un interés británico, y que se consideraría un ataque en usted como un ataque contra nosotros mismos. - Mensaje del primer ministro Winston Churchill a mariscal de Campo Plaek Pibulsonggram, que fue ignorada sin demora, mientras buscaba un armisticio con Japón

## Fuerzas tailandesas previas a la invasión japonesa del 8 de diciembre de 1941

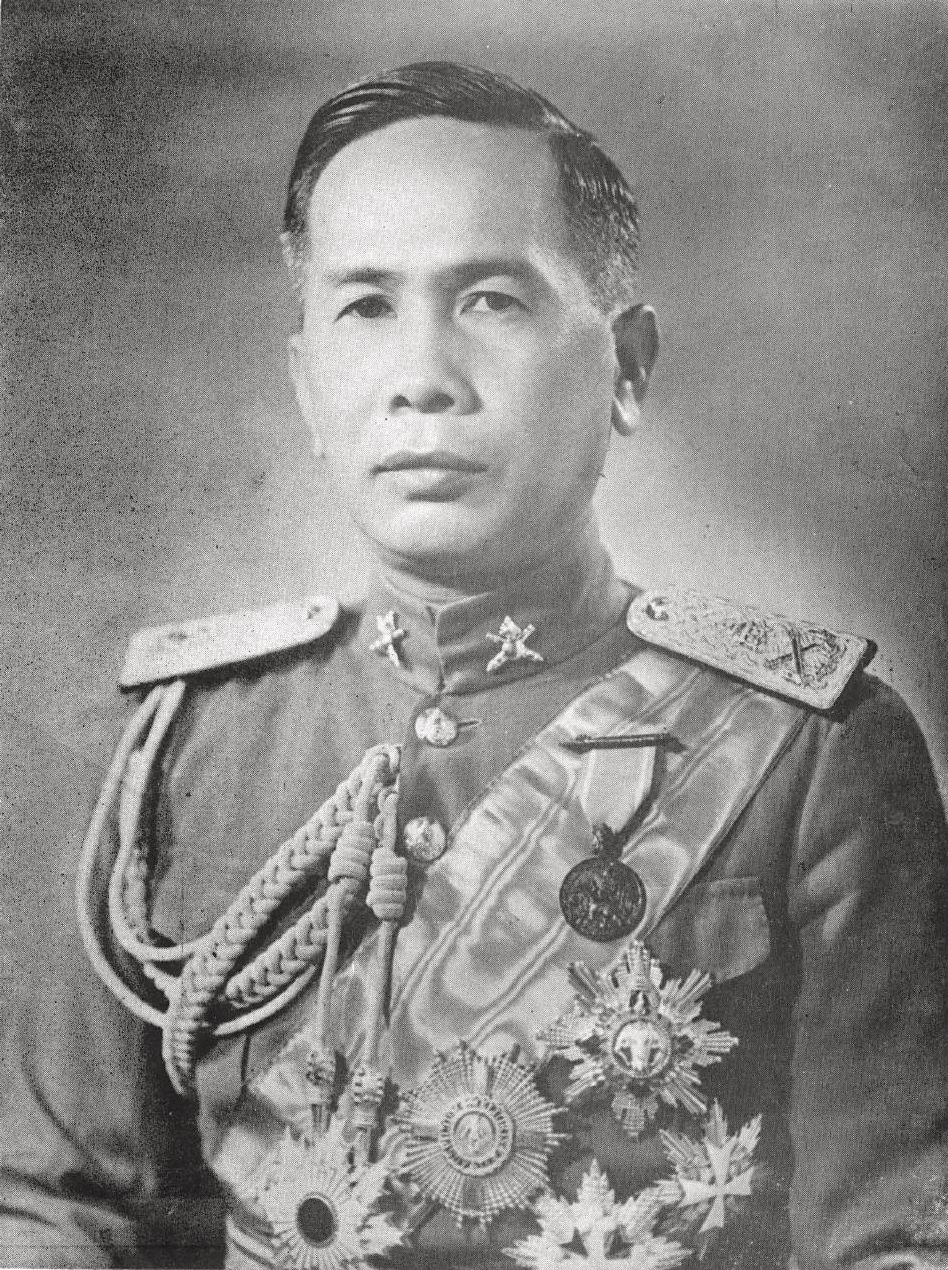
El primer ministro tailandés, Plaek Pibulsonggram

Tailandia contaba con un ejército de 26.500 hombres razonablemente bien entrenados que, junto con la reserva, sumaban unos 50.000.
La fuerza aérea tenía 270 aparatos, de los cuales 150 eran aviones de combate, varios de ellos norteamericanos. Japón había provisto a Tailandia además de otros 93 aparatos más modernos, en diciembre de 1940.
La Marina estaba mal entrenada y pobremente equipada, Además, había perdido una cantidad sustancial de buques en su conflicto con la Indochina francesa.
El Ejército Real de Tailandia comenzó a crear unidades militares nuevas en el Sur, incluyendo:
- Chumphon

el 38 º Batallón de Infantería apostado en Ban Na Nian, Tambon Wang Mai, Distrito Muang de Chumphon (9 km del Gobierno Provincial)
- Nakhon Si Thammarat

el 39.º Batallón de Infantería apostado en Tambon Pak Phoon, Distrito Muang de Nakhon Si Thammarat
el 15.º Batallón de Artillería destinado en Tambon Pak Phoon, Distrito Muang de Nakhon Si Thammarat
Cuartel General de la Sexta División en Tambon Pak Phoon, Distrito Muang de Nakhon Si Thammarat
- Trang

el 40.º Batallón de Infantería
- Songkla

El 5.º Batallón de Infantería apostado en Tambon Khao Kho Hong, Distrito Hat Yai de Songkla, transferido de Bang Sue a Hat Yai en tren militar el 18 de febrero de 1940 - la primera unidad en moverse al sur.
el 41.º Batallón de Infantería apostado en Suan Tun, Tambon Khao Roob Chang, Distrito Muang de Songkla
el 13.º Batallón de Artillería destinado en Suan Tun, Tambon Khao Roob Chang, Distrito Muang de Songkla
- Pattani

el 42.º Batallón de Infantería apostado en Tambon Bo Thong,Distrito Nong Jik de Pattani

### Batambang
Al amanecer, la División de la Guardia Imperial, la vanguardia del 15.º Ejército, cruzó la frontera en la recientemente recuperada en la provincia de Battambang en Tailandia en Tambon Savay Donkeo, Distrito Athuek Thewadej (Russei) de Battambang. Los japoneses no encontraron resistencia, y de Sisophon giró hacia el noroeste en Aranyaprathet (por entonces todavía un distrito de Provincia Prachinburi) a lo largo del casi terminado enlace ferroviario entre Aranyaprathet y Monkhol Bourei (la fecha de apertura real para el tráfico fue 11 de abril de 1942).

### Chumphon

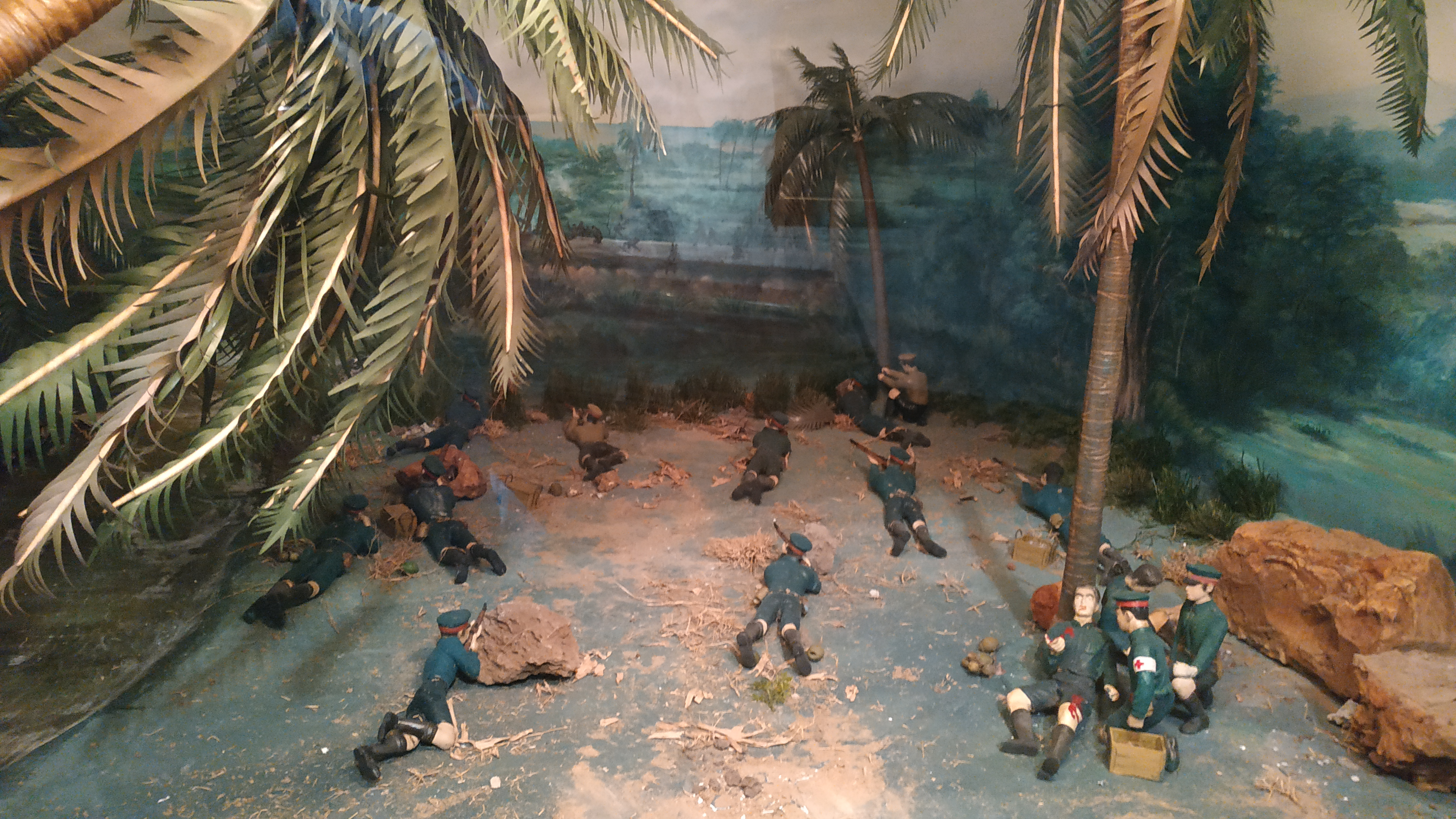
Los soldados jóvenes tailandeses ("'Yuwachon Thahan"), junto con el 38.º Batallón de Infantería y la Policía Provincial de Chumphon, lucharon contra el Ejército Imperial Japonés en el Puente Tha Nang Sang, Provincia de Chumphon, el 8 de diciembre de 1941.

El primer Batallón de Infantería japonesa del 143 Regimiento de Infantería desembarcó en Chumphon en la mañana del 8 de diciembre, desde dos transportes de tropas. Se las arreglaron para formar un perímetro en torno a sus áreas de desembarco, pero quedaron inmovilizados por la firme resistencia del Ejército Juvenil Tailandés (la 52.ª Unidad de Entrenamiento del Youth Army, Sriyaphai School), junto con el 38 Batallón de Infantería y la Policía Provincial de Chumphon. La lucha terminó en la tarde, cuando los tailandeses recibieron la orden de alto el fuego. Las fuerzas Thai perdieron al Capitán Thawin Niyomsen (del 52.ª Unidad de Entrenamiento del Youth Army - ascendido póstumamente a T. Col.), algunos policías provinciales y algunos civiles.

### Nakhon Si Thammarat
Nakhon Si Thammarat fue el sitio de los cuarteles generales de las divisiones del 6.º Ejército tailandés y del 39.º Batallón de Infantería. Tres transportes de tropas japonesas anclaron a pocos kilómetros de la costa durante la noche del 7 de diciembre. Los buques transportaban al 3.º Batallón de Infantería del 143 Regimiento, el 18.º Regimiento de Distrito Aéreo junto con una unidad de señales de la fuerza aérea del ejército, el 32.º Batallón Antiaéreo, y la 6.ª Compañía de Construcción. Poco después de la medianoche, comenzaron a desembarcar sus tropas en el canal Tha Phae (también conocido como Canal Pak Phoon), al norte del Campamento Vajiravudh.
El desembarco se hizo al lado del principal campamento del ejército de Tailandia, Camp Vajiravudh. Los tailandeses, advertidos previamente sobre la invasión japonesa en Songkhla, inmediatamente entraron en acción. La batalla duró hasta el mediodía, cuando se recibieron las órdenes del primer ministro para un alto el fuego.

### Pattani
Debido a su proximidad con la frontera de Malasia, Pattani fue el segundo objetivo más importante del 25º ejército japonés. Los desembarcos se realizaron a pesar de la mala mar y en zonas de terreno inadecuado. El 42º Batallón de Infantería de Tailandia se opuso a los invasores con eficacia, junto con la Policía Provincial de Pattani y unidades del Thai Youth Army (la 66ºunidad de entrenamiento del Youth Army de la Benjama Rachoothit School) hasta que el batallón recibió la orden de alto el fuego a mediodía. El comandante del batallón tailandés, Khun Inkhayutboriharn, murió en combate junto con otros 23 oficiales, 5 policías provinciales, cuatro miembros del Ejército Juvenil y 9 civiles.

### Prachuap Khiri Khan

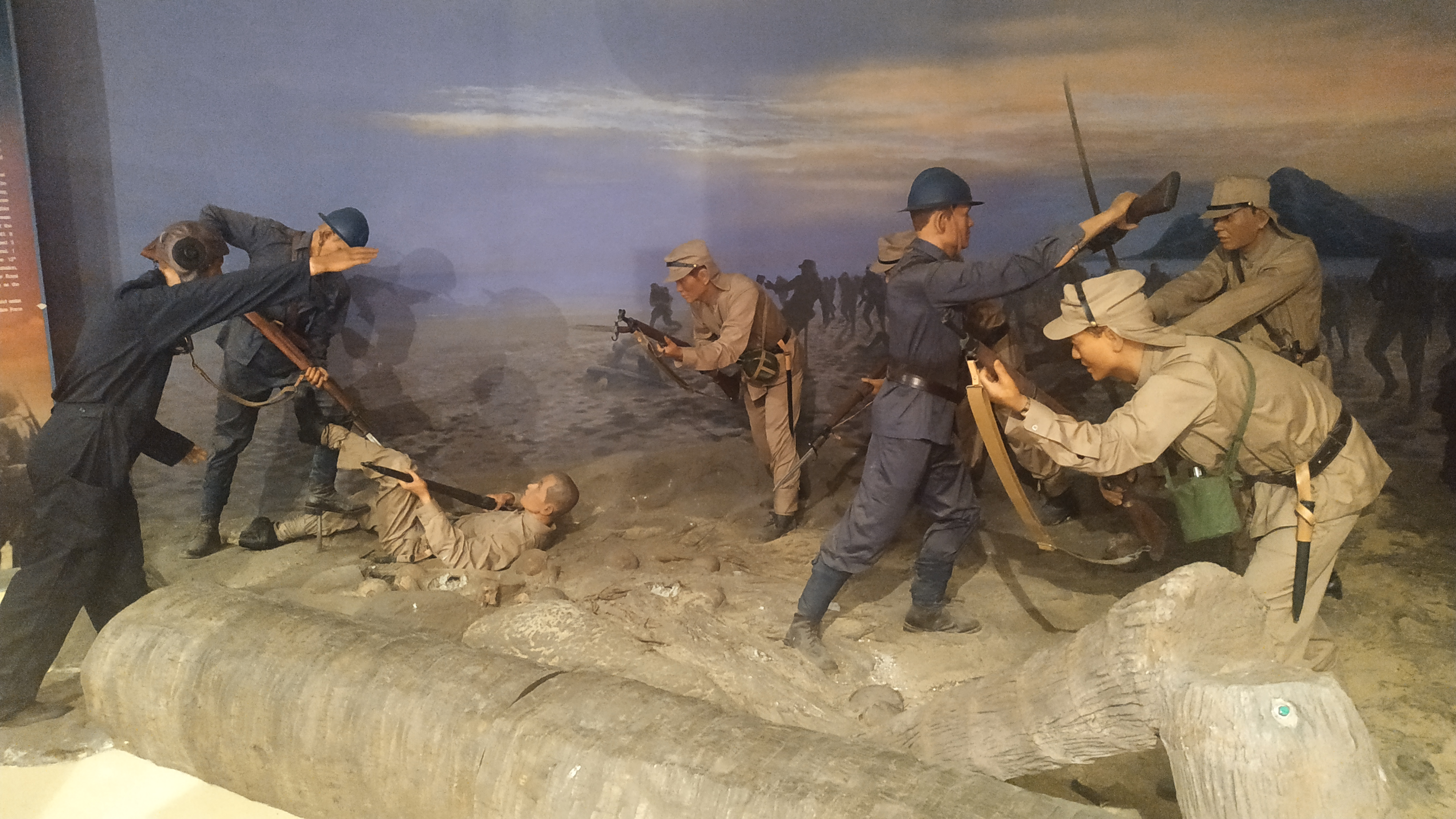
Reproducción de una escena de la batalla de Prachuap Khiri Khan, expuesta en el Memorial Nacional de Pathum Thani, Tailandia.

En Prachuap Khiri Khan se hallaba el Ala Quinta de la Royal Thai Air Force, bajo el mando del comandante aéreo M.L. Pravat Chumsai. El segundo Batallón de Infantería japonesa del 143o Regimiento de Infantería aterrizó a las 03:00 a. m., y ocuparon la ciudad después de haber aplastado la resistencia a la policía.
Desembarcos posteriores tuvieron lugar cerca de la pista de aterrizaje hacia el sur. El sitio japonés puesto a la pista de aterrizaje, pero los aviadores de Tailandia, junto con la Prachuap Khirikhan Provincial Police logró aguantar hasta el mediodía del día siguiente, cuando recibieron órdenes del gobierno tailandés de cesar los combates. Los japoneses perdieron 115 soldados según las estimaciones de Japón y 217 muertos y 300 heridos + según las estimaciones de Tailandia. Los tailandeses perdieron 18 hombres y 27 heridos.

### Samut Prakan
El 3 º Batallón del Regimiento de la Guardia Imperial Japonesa aterrizó en Samut Prakan en las primeras horas del 8 de diciembre. Fue encargado de la captura de Bangkok. El grupo fue recibido por un pequeño destacamento de la policía tailandesa. A pesar de una tensa confrontación, la lucha no ocurrió y los japoneses posteriormente acordaron no entrar en la capital tailandesa hasta que las negociaciones formales llegaran a conclusión.

### Songkhla

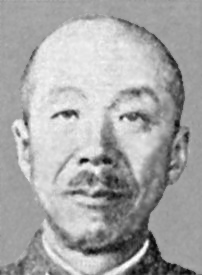
Comandante del 15.º Ejército japonés, teniente general Shōjirō Iida

La ciudad portuaria de Songkhla fue uno de los principales objetivos del 25.º Ejército de Yamashita. Los desembarcos japoneses se produjeron durante las primeras horas del 8 de diciembre. Diez transportes de tropas llevaron a tres regimientos de la 5.ª División japonesa al mando del coronel Tsuji. El desembarco tuvo el apoyo de los destructores Asagiri, Amagiri, Sagiri, y Yūgiri.
La guarnición tailandesa de Khao Khor Kong (41.º Batallón de Infantería  y  13.º batallón de Artillería) inmediatamente ocuparon posiciones junto a los caminos que conducen a Malasia, pero se situaron en posiciones que el avance principal japonés podía pasar por alto. Un choque más ocurrió en Hat Yai. Los tailandeses tuvieron 15 muertos (8 del 41.º Bat. de Inf. y 7 del 5.º Bat. de Inf.) y de 30 a 55 heridos.
Los combates cesaron al mediodía, cuando se recibieron órdenes de fijar un armisticio.

### Surat Thani
Una compañía de infantería japonesa del Primer Batallón del 143.º Regimiento de Infantería desembarcó en el pueblo costero de Ban Don en las primeras horas del 8 de diciembre. Marcharon sobre Surat Thani, donde se les opuso la Real Policía de Tailandia y voluntarios civiles. Los combates inconexos tuvieron lugar en medio de una tormenta, y sólo terminó en la tarde, cuando los tailandeses en apuros recibieron la orden de deponer las armas. Los tailandeses perdieron 17 a 18 muertos, pero los heridos no se sabe con exactitud.

### Bangkok
Mientras que la policía capturaba a los residentes japoneses, el gabinete tailandés debate sus opciones. Algunos estaban a favor de una resistencia continuada, incluido el establecimiento de un gobierno en el exilio, pero cuando finalmente Phibun regresó, recularon, y los tailandeses cedieron a las demandas de Japón.

## Consecuencias

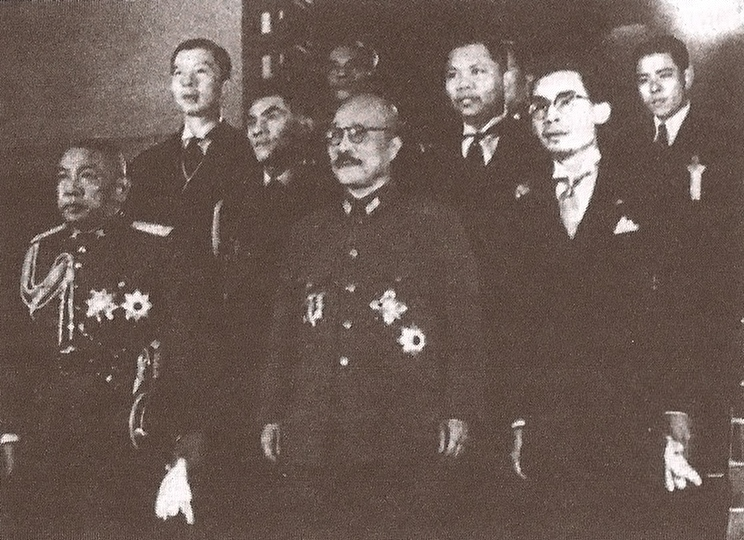
Phot Phahonyothin (extremo izquierdo), el primer ministro japonés Hideki Tojo (centro) y el ministro tailandés Direk Jayanama, Tokio, Japón, 1942.

La decisión de Plaek Pibulsonggram de firmar un armisticio con Japón puso fin a las esperanzas de Churchill de forjar una alianza con Tailandia. También concedió el permiso para que Japón utilice a Tailandia como base de operaciones para invadir Malasia. A las pocas horas después que el armisticio entró en vigor, escuadrones de aviones japoneses volaron al aeródromo de Songkla, en Indochina, lo que les permitió llevar a cabo ataques aéreos contra bases estratégicas en Malasia y Singapur desde una distancia corta. En el momento del cese del fuego, Gran Bretaña y Estados Unidos consideraron a Tailandia como territorio ocupado por los japoneses, y fue cambiado cuando el país reveló su verdadera lealtad.
El 14 de diciembre, Pibulsongram firmó un acuerdo secreto con los japoneses enviando tropas tailandesas en la Campaña de Birmania. Una alianza entre Tailandia y Japón se firmó oficialmente el 21 de diciembre de 1941. El 25 de enero de 1942, el gobierno tailandés declaró la guerra a los Estados Unidos y al Reino Unido. En respuesta, todos los activos de Tailandia en los Estados Unidos fueron congelados por el gobierno federal. Mientras que el embajador de Tailandia en Londres entregó la declaración de guerra a la administración británica, Seni Pramoj, el embajador de Tailandia en Washington D. C., se negó a hacerlo, y en su lugar organizó un movimiento de liberación de Tailandia.